# Ichneumenoptera punicea
Ichneumenoptera punicea is een vlinder uit de familie wespvlinders (Sesiidae), onderfamilie Sesiinae.
Ichneumenoptera punicea is voor het eerst wetenschappelijk beschreven door Gorbunov & Arita in 2000. De soort komt voor in het Oriëntaals gebied.